# Cheignieu-la-Balme
Cheignieu-la-Balme és un municipi francès, situat al departament de l'Ain i a la regió d'Alvèrnia-Roine-Alps. L'1 de gener del 2021 tenia 131 habitants.